# Тхомонтхо

Тхомонтхо (тайск. ฑอ มณโฑ, монтхо — Мандодари, персонаж эпоса Рамакиен) — тхо, 17-я буква тайского алфавита, встречается редко и, в основном, в словах иностранного происхождения, одна из четырёх букв «тхо» нижнего класса аксонтамкху, имеющих одинаковые правила произношения, но разделённые орфографической традицией, в лаосском алфавите группа этих букв объединена в букву тхотхунг (флаг), но в некоторых лаосских словах соответствует букве додек (ребёнок). По традиции относится к аксонтамкху (парная нижнего класса). В пали соответствует букве ретрофлексный дакар. 
Словарная последовательность огласовок: ฑะ , ฑั , ฑา , ฑิ , ฑี , ฑึ , ฑื , ฑุ , ฑู , เฑะ , เฑ , แฑะ , แฑ , โฑะ , โฑ , เฑาะ , ฑอ , เฑอะ , เฑอ , เฑียะ , เฑีย , เฑือะ , เฑือ , ฑัวะ , ฑัว , ฑำ , ใฑ , ไฑ , เฑา .